# Jenischer Altvater

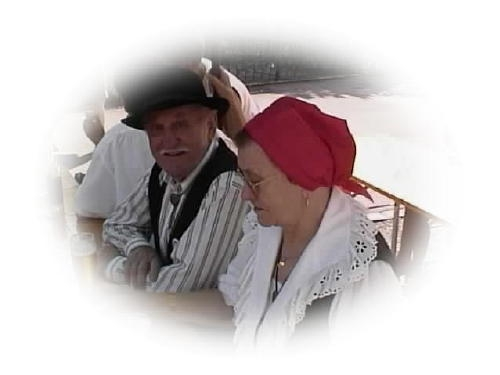
Altvater Clemente Graff an der Feckerchilbi 2003

Altvater ist die in schriftlichen Quellen verwendete deutsche Bezeichnung für einen jenischen Würdenträger.
Das jenische Wort für Altvater wird situations- und personenbezogen mehrdeutig verwendet im Sinne von:
- Sippenältester: Diejenige Person, die einem Familienverband vorsteht. Diese Funktion steht innerhalb der älteren Generation eines Familienverbandes der Person mit der größten Integrationsfunktion, Ausstrahlung und natürlicher Autorität zu und ist nicht an das rein kalendarische Altersprinzip gebunden.
- Stammesvater: die familienübergreifend als Schlichter und Führer anerkannte Person einer jenischen Region (z. B. Süddeutschland, Elsass, Deutschschweiz, Westschweiz)
- OK-Präsident: Situationsbezogen wird ein Altvater für eine bestimmte Zeit, einen bestimmten Anlass aus dem Kreis der anwesenden Altvorderen bestimmt. Diese Funktion ist vergleichbar mit dem Präsidenten eines Fest-Organisationskomitees (OK), trägt aber auch schiedsrichterliche Aufgaben. Historisch belegt ist diese Art von Altvater insbesondere für die Feckerchilbi[1].
- Vereinspräsident: Vereinzelt wird in neuester Zeit der Begriff auch angewandt auf gewählte Präsidenten jenischer Vereine der Neuzeit.